# Смирнова, Марина Васильевна
Мари́на Васи́льевна Смирно́ва, в документах Республики Молдова значится под фамилией Артеменко, до замужества — Бырна, (родилась 26 июля 1966, Григорьевка, Ленинский район, Актюбинская область, Казахская ССР, СССР) — российский и приднестровский политический деятель.
Замужем за младшим сыном первого Президента Приднестровской Молдавской Республики Игоря Смирнова. Муж — Олег Смирнов. Трое сыновей.
По состоянию на ноябрь 2011 года имеет гражданство Республики Молдова (c 28 мая 1999 года), Украины (c 18 января 2001 года) и России (с 19 апреля 2007 года).
Имеет в собственности трехкомнатную квартиру в Вологде, жилой дом в Вологодской области и земельный участок

## Биография
Родилась 26 июля 1966 года в с. Григорьевка Ленинского района Актюбинской области Казахской ССР в семье целинников. В 1976 году с семьей вернулась на родину отца в посёлок городского типа Слободзея Молдавской ССР.
В 1983—1986 училась в Молдавском кооперативном техникуме в г. Кишиневе. В 1986—1992 заочно обучалась в Львовском торгово-экономическом институте по специальности «экономика торговли».
С июля 1986 по март 1988 года — экономист в слободзейском райпотребсоюзе.
С марта 1988 по апрель 1995 года — экономист, старший экономист, экономист I категории, старший экономист группы валютных операций «Агропромбанка» (г. Тирасполь).
С апреля 1995 года по март 2002 года — старший экономист валютного отдела, заместитель начальник отдела валютно-финансовых операций, начальник отдела валютно-финансовых операций, начальник управления маркетинга АКБ «Ипотечный» (г. Тирасполь).
С апреля 2002 года по март 2003 года — директор ИООО "Кредитная организация «Межрегиональная финансовая Компания».
С марта 2003 — заместитель председателя правления, 1-й заместитель председателя правления, председателя правления АКБ «Газпромбанк» (г. Тирасполь).
С декабря 2004 по 2008 год — президент АКБ «Газпромбанк», при этом, совет директоров банка возглавлял её муж.
В 2008 году переехала с семьей в Москву. С 2008 года — президент Межрегионального общественного благотворительного фонда поддержки детей «Планета детей». Состояла членом Совета по государственной культурной политике и Совета по вопросам поддержки проживающих за рубежом соотечественников при Председателе Совета Федерации Сергее Миронове.
Известно, что в 2009 году Смирнова продала на Кипре фирму Certus Trading Limited.
По состоянию на 2012 год Марина Смирнова владела квартирой в элитном доме в Одессе и особняк в поселке Кореиз близ Ялты.

## Политическая карьера
В 2006—2010 годах являлась заместителем Председателя Патриотической партии Приднестровья (её муж Олег Смирнов являлся Председателем партии). Потеряла пост после объединения партии с Приднестровской Республиканской партией.
В июне 2007 года участвовала в выборах в Верховный Совет ПМР по Ближнехуторскому избирательному округу, однако заняла второе место с 16 %. Попытка оспорить результаты выборов не удалась.
В августе 2007 года от имени Патриотической партии подписала соглашение о сотрудничестве со «Справедливой Россией».
Осенью 2007 году участвовала в выборах в Государственную Думу по спискам «Справедливой России» в ЯНАО под вторым номером. Во время кампании выяснилось, что у неё двойное гражданство (РФ и Молдавии). Российское законодательство не воспрещает иметь гражданство иностранного государства, однако закон о выборах депутатов Госдумы воспрещает лицам с иностранным гражданством производить любые действия, связанные с подготовкой выборов. При этом, представители Смирновой заявляли о беспочвенности обвинений. В итоге с выборов Смирнова снята не была.
В июне 2009 года избрана председателем Совета Вологодского регионального отделения партии «Справедливая Россия». На этот пост её пригласил лично лидер партии Сергей Миронов. При этом, её стиль руководства оппоненты называют тоталитарным. Также утверждается, что она бывает в Вологде по 2-3 дня в месяц. В сентябре 2011 года Смирнова отсутствовала на региональной партийной конференции, на которой утверждались списки на выборы в Госдуму и в областной ЗакС.
В ноябре 2011 в ходе предвыборной кампании в Государственную Думу РФ вновь вскрылся факт наличия множественного гражданства у М. Смирновой. Информация о множественном гражданстве поступила в ЦИК от Следственного комитета и от ФМС, а не от самого кандидата, как того требует закон. Также выяснилось, что в разных паспортах она значится под разными фамилиями: в молдавском как Артеменко, в украинском и российском — как Смирнова. 18 ноября Верховный суд начал рассмотрение этого дела в отсутствие Марины Смирновой, обязав до 21 ноября предоставить документы о гражданстве Смирновой.
На заседании Верховного суда 21 ноября регистрация Марины Смирновой была отменена. Судья отметил, что информация о множественном гражданстве является вновь открывшимся обстоятельством. В ходе заседания представитель «Справедливой России» представил справку из посольства Украины об отсутствии у Смирновой гражданства этой страны. У Марины Смирновой было 5 дней на обжалование судебного вердикта. В Избирательной комиссии Вологодской области также готовились отменить регистрацию Смирновой в областной ЗакС. В «Справедливой России» решение об отмене регистрации считали политически мотивированным, а сама Смирнова заявила через представителей, что она и её семья «стали жертвами политических интриг и репрессий». 1 декабря Избирательная комиссия Вологодской области отменила регистрацию Смирновой на выборах в региональный ЗакС.

## Фонд «Планета детей»
Благотворительный фонд «Планета детей» был создан в Приднестровье 12 марта 2007 года. По словам Смирновой, проект был инициирован Газпромбанком, который она же и возглавляла, и был поддержан президентом ПМР Игорем Смирновым. По утверждению Смирновой, Фонд был задуман в период референдума по независимости ПМР. Фонд имеет представительства во всех городах Приднестровья.
4 мая 2007 года фонд получил государственную регистрацию в России. В становлении фонда помогали партии «Справедливая Россия» и «Единая Россия», а ряд проектов лично курирует С. Миронов. Работа фонда в России началась с Белгородской области.
С 2008 года Марина Смирнова является президентом «Планеты детей» в России.
27 апреля 2009 года филиал фонда был открыт в Вологде при участии Н. Левичева.

## Уголовное дело в России
20 августа 2011 года Смирновой была вручена повестка с требованием явиться в Московскую городскую прокуратуру для дачи показаний по делу о «преступлении, совершённом против Российской Федерации». Повестка вручена после пересечения ею границы РФ. Это связывают с расследованием по поводу расходования средств со счёта ООО «Тираспольтрансгаз — Приднестровье», который Смирнова возглавляла в 2004-08 гг. По сообщениями СМИ, деньги, перечисляемые населением за газ, переводились в Газпромбанк, а затем не перечислялись «Газпрому», а направлялись на покрытие внутренних нужд региона, а также тратились на финансирование Патриотической партии Приднестровья. В целом известно, что средства за газ не перечисляются в Россию уже десять лет, а сумма долга превысила 2,6 миллиарда долларов.
В 2007 году спикер парламента Приднестровья Евгений Шевчук заявил во время специальной пресс-конференции, что собранные с населения в 2006 году деньги за газ (27 миллионов долларов) не были выплачены России, а остались в Газпромбанке и что в 2007 году (18 миллионов долларов за первый квартал) ситуация не изменилась.
В 2005 году Приднестровье не выплатило России за газ 96,9 миллионов долларов, а уровень оплаты текущих поставок в Приднестровье в 2005 году составил 65,3 % стоимости поставленного газа и 25 % в первом квартале 2006 года.
Кроме того, сообщается, что деньги, которые Россия перечисляла для повышения пенсий в ПМР, также переводились Приднестровским республиканским банком в «Газпромбанк» под процентр 0,1, а затем выдавались заёмщикам под 15 % годовых, а разница выводилась на Кипр, Коморские острова и в Монголию.

## Награды
Награждалась государственными и общественными наградами ПМР:
- орден «За заслуги» II степени[48];
- лауреат конкурса «Человек года» ПМР в номинации «Общественный деятель» в 2007 году[5].

Награждена российскими наградами:
- медаль «Профессионал России»;
- общественный орден «Добродетель — Благородство — Мудрость» Геральдической палаты РФ;
- орден «Святого благоверного царевича Дмитрия»;
- орден «Слава Нации» I степени[49];
- орден прп. Параскевы Сербской;
- Патриарший Знак в честь Царевича-страстотерпца Алексия.
- премия общественного признания «Золотая птица» в номинации «Лучшая представительница деловых женщин России» в области государственного права и гуманитарных проектов[50];
- орден Миротворца «Рубиновая звезда»;
- Международный знак общественного признания «Серебряный голубь»[51].